# Ungarische Eishockeyliga 2009/10
Die Saison 2009/10 war die 73. Spielzeit der ungarischen Eishockeyliga, der höchsten ungarischen Eishockeyspielklasse. Meister wurde zum insgesamt elften Mal in der Vereinsgeschichte SAPA Fehérvár AV 19.

## Modus
Die Liga wurde mit insgesamt fünf Mannschaften in Form von Hauptrunde, Zwischenrunde und Playoffs mit Halbfinale und Finale ausgetragen. Da parallel dazu zum zweiten Mal der internationale Wettbewerb der MOL Liga lief (siehe MOL Liga 2009/10), bestand die Hauptrunde lediglich aus den in einer separaten Tabelle gewerteten rein ungarischen Begegnungen. Erst ab der Zwischenrunde und zeitlich nach Ende der MOL-Liga im Februar 2011 wurden eigene Begegnungen der ungarischen Liga ausgetragen.
SAPA Fehérvár AV 19 betrieb in dieser Spielzeit kein Farmteam; die Kampfmannschaft, die zeitgleich an der Erste Bank Eishockey Liga teilnahm, stieß mit Beginn der Playoffs zum Wettbewerb und war fix für diese qualifiziert.

## Hauptrunde
Die sechzehn Spiele der Vorrunde entstammten der Hauptrunde der MOL-Liga, in deren Abschlusstabelle Újpesti TE vor den Budapest Stars gereiht worden war.
| Rang | Team                     | SP | S | SNV | NNV | N  | Tore  | Punkte |
| ---- | ------------------------ | -- | - | --- | --- | -- | ----- | ------ |
| 1.   | Dunaújvárosi Acélbikák   | 16 | 4 | 1   | 1   | 0  | 89:37 | 45     |
| 2.   | Vasas Budapest Stars     | 16 | 6 | 1   | 2   | 7  | 39:49 | 22     |
| 3.   | Újpesti TE               | 16 | 6 | 1   | 1   | 8  | 55:68 | 21     |
| 4.   | Ferencvárosi TC          | 16 | 5 | 2   | 1   | 8  | 54:63 | 20     |
| 5.   | Miskolci Jegesmedvék JSE | 16 | 2 | 2   | 2   | 10 | 46:66 | 12     |

### Statistiken

#### Topscorer
| Rang | Spieler             | Team        | GP | G  | A  | PTS | PIM | +/− |
| ---- | ------------------- | ----------- | -- | -- | -- | --- | --- | --- |
| 1.   | Kurt MacSweyn       | Dunaújváros | 16 | 14 | 17 | 31  | 0   | +18 |
| 2.   | Nikandrosz Galanisz | Dunaújváros | 13 | 15 | 14 | 29  | 42  | +11 |
| 3.   | Kevin Thomas Korol  | Dunaújváros | 16 | 8  | 20 | 28  | 28  | +17 |
| 4.   | Zsolt Azari         | Dunaújváros | 16 | 8  | 18 | 26  | 2   | +14 |
| 5.   | Ladislav Sikorcin   | Újpesti TE  | 14 | 10 | 14 | 24  | 46  | +13 |

#### Torhüter
| Rang | Spieler         | Team          | GP | GPI | MIP    | SOG | SVS | GA | SVS%  | GAA  |
| ---- | --------------- | ------------- | -- | --- | ------ | --- | --- | -- | ----- | ---- |
| 1.   | Peter Sevela    | Dunaújváros   | 15 | 11  | 660:00 | 392 | 375 | 17 | 95.66 | 1.54 |
| 2.   | Miklós Rajna    | Budapest      | 16 | 16  | 967:33 | 628 | 580 | 48 | 92.35 | 2.97 |
| 3.   | Zoltán Becze    | Újpesti TE    | 15 | 11  | 605:00 | 395 | 361 | 34 | 91.39 | 3.37 |
| 4.   | Dávid Duschek   | Miskolci JJSE | 12 | 7   | 398:16 | 290 | 265 | 25 | 91.37 | 3.76 |
| 5.   | Krisztián Budai | Ferencváros   | 16 | 16  | 957:50 | 679 | 616 | 63 | 90.72 | 3.94 |

## Zwischenrunde
Die Zwischenrunde wurde als doppelte Hin- und Rückrunde ausgetragen, wobei die drei bestplatzierten Clubs nach ihrer Platzierung aus der Hauptrunde sechs, vier und zwei Bonuspunkte erhielten. Der zuvor viertplatzierte Ferencvárosi TC gelangte nicht zuletzt auch dank eines zu seinen Gunsten strafverifizierten Spieles gegen Miskolci JJSE auf den dritten Rang und verdrängte so Újpesti TE aus den Playoff-Plätzen.
| Rang | Team                     | SP | S  | SNV | NNV | N  | Tore  | Punkte |
| ---- | ------------------------ | -- | -- | --- | --- | -- | ----- | ------ |
| 1.   | Dunaújvárosi Acélbikák   | 16 | 10 | 1   | 2   | 3  | 61:38 | 40 (6) |
| 2.   | Vasas Budapest Stars     | 16 | 10 | 2   | 1   | 3  | 61:42 | 39 (4) |
| 3.   | Ferencvárosi TC          | 16 | 7  | 1   | 0   | 8  | 48:49 | 22     |
| 4.   | Újpesti TE               | 16 | 5  | 0   | 2   | 9  | 60:66 | 19 (2) |
| 5.   | Miskolci Jegesmedvék JSE | 16 | 3  | 1   | 0   | 12 | 33:68 | 11     |

### Statistiken

#### Topscorer
| Rang | Spieler           | Team        | GP | G  | A  | PTS | PIM | +/− |
| ---- | ----------------- | ----------- | -- | -- | -- | --- | --- | --- |
| 1.   | Beau McLaughlin   | Ferencváros | 15 | 10 | 13 | 23  | 14  | −1  |
| 2.   | Kurt MacSweyn     | Dunaújváros | 16 | 8  | 15 | 23  | 16  | +12 |
| 3.   | Zsolt Azari       | Dunaújváros | 16 | 9  | 12 | 21  | 32  | +9  |
| 4.   | Branislav Fabry   | Újpesti TE  | 14 | 11 | 8  | 19  | 67  | +16 |
| 5.   | Ladislav Sikorcin | Újpesti TE  | 14 | 7  | 12 | 19  | 22  | +13 |

#### Torhüter
| Rang | Spieler         | Team        | GP | GPI | MIP    | SOG | SVS | GA | SVS%  | GAA  |
| ---- | --------------- | ----------- | -- | --- | ------ | --- | --- | -- | ----- | ---- |
| 1.   | Peter Sevela    | Dunaújváros | 12 | 11  | 657:35 | 419 | 399 | 20 | 95.22 | 1.82 |
| 2.   | Miklós Rajna    | Budapest    | 16 | 9   | 546:27 | 311 | 292 | 19 | 93.89 | 2.08 |
| 3.   | Krisztián Budai | Ferencváros | 16 | 16  | 839:37 | 684 | 635 | 49 | 92.83 | 3.50 |
| 4.   | Zoltán Becze    | Újpesti TE  | 15 | 7   | 269:00 | 222 | 206 | 16 | 92.79 | 3.56 |
| 5.   | Jozef Ondrejka  | Budapest    | 16 | 7   | 422:49 | 257 | 235 | 22 | 91.43 | 3.12 |

## Playoffs
Mit Beginn der Playoffs stieß SAPA Fehérvár AV 19 mit der Kampfmannschaft aus der EBEL zum Wettbewerb. Deren Halbfinalserie gegen den drittplatzierten Ferencvárosi TC verlief mit drei deutlichen Siegen in drei Spielen äußerst einseitig. Ausgeglichener hingegen war die zweite Serie: Nachdem sich viermal das jeweilige Auswärtsteam durchgesetzt hatte, wobei die ersten beiden Spiele erst im Penaltyschießen ihren Sieger gefunden hatten, durchbrach Dunaújváros diese Serie im alles entscheidenden fünften Spiel und gewann das Halbfinale nach zwischenzeitlichem 0:2-Rückstand mit 3:2 auf eigenem Eis.
Der Klassenunterschied blieb auch im Finale deutlich sichtbar. Fehérvár blieb auch hier ungeschlagen, wenngleich der vierte und entscheidende Sieg zu Hause erst im Penaltyschießen gelang. In der Serie um Platz drei setzten sich die Budapest Stars souverän durch.

### Playoff-Baum
|  | Halbfinale             | Halbfinale          |                      |   | Finale | Finale |
|  |                        |                     |                      |   |        |        |
|  | Dunaújvárosi Acélbikák | 3                   |                      |   |        |        |
|  | Vasas Budapest Stars   | 2                   |                      |   |        |        |
|  |                        |                     |                      |   |        |        |
|  |                        |                     |                      |   |        |        |
|  | Dunaújvárosi Acélbikák | 0                   |                      |   |        |        |
|  |                        | SAPA Fehérvár AV 19 | 4                    |   |        |        |
|  |                        |                     |                      |   |        |        |
|  | Spiel um Platz drei    |                     |                      |   |        |        |
|  |                        |                     | Vasas Budapest Stars | 3 |        |        |
|  | Ferencvárosi TC        | 0                   | Ferencvárosi TC      | 1 |        |        |
|  | SAPA Fehérvár AV 19    | 3                   |                      |   |        |        |

### Halbfinale
| Datum         | Heimteam               |   | Gastmannschaft         | Ergebnis                            |
| ------------- | ---------------------- | - | ---------------------- | ----------------------------------- |
| 12. März 2010 | Dunaújvárosi Acélbikák | − | Budapest Stars         | 3:4 n. P. (1:0, 0:3, 2:0, 0:0, 0:1) |
| 14. März 2010 | Budapest Stars         | − | Dunaújvárosi Acélbikák | 3:4 n. P. (0:1, 0:1, 3:1, 0:0, 0:1) |
| 15. März 2010 | Dunaújvárosi Acélbikák | − | Budapest Stars         | 2:6 (1:5, 1:0, 0:1)                 |
| 17. März 2010 | Budapest Stars         | − | Dunaújvárosi Acélbikák | 2:3 (0:1, 1:1, 1:1)                 |
| 18. März 2010 | Dunaújvárosi Acélbikák | − | Budapest Stars         | 3:2 (0:2, 2:0, 1:0)                 |

| Datum         | Heimteam            |   | Gastmannschaft      | Ergebnis             |
| ------------- | ------------------- | - | ------------------- | -------------------- |
| 13. März 2011 | Ferencvárosi TC     | − | SAPA Fehérvár AV 19 | 3:6 (0:2, 2:2, 1:2)  |
| 14. März 2010 | SAPA Fehérvár AV 19 | − | Ferencvárosi TC     | 11:1 (4:0, 4:1, 3:0) |
| 16. März 2011 | Ferencvárosi TC     | − | SAPA Fehérvár AV 19 | 1:6 (1:0, 0:2, 0:4)  |

### Finale
| Datum         | Heimteam               |   | Gastmannschaft         | Ergebnis                            |
| ------------- | ---------------------- | - | ---------------------- | ----------------------------------- |
| 19. März 2010 | Dunaújvárosi Acélbikák | − | SAPA Fehérvár AV 19    | 0:7 (0:3, 0:2, 0:2)                 |
| 21. März 2010 | SAPA Fehérvár AV 19    | − | Dunaújvárosi Acélbikák | 7:2 (1:1, 6:1, 0:0)                 |
| 23. März 2010 | Dunaújvárosi Acélbikák | − | SAPA Fehérvár AV 19    | 4:9 (1:3, 2:5, 1:1)                 |
| 25. März 2010 | SAPA Fehérvár AV 19    | − | Dunaújvárosi Acélbikák | 4:3 n. P. (1:1, 1:0, 1:2, 0:0, 1:0) |

### Serie um Platz drei
| Datum         | Heimteam        |   | Gastmannschaft  | Ergebnis            |
| ------------- | --------------- | - | --------------- | ------------------- |
| 20. März 2010 | Budapest Stars  | − | Ferencvárosi TC | 7:4 (5:2, 1:1, 1:1) |
| 22. März 2010 | Ferencvárosi TC | − | Budapest Stars  | 3:1 (0:0, 1:1, 2:0) |
| 24. März 2010 | Budapest Stars  | − | Ferencvárosi TC | 4:1 (1:1, 1:0, 2:0) |
| 26. März 2010 | Ferencvárosi TC | − | Budapest Stars  | 1:5 (0:0, 0:2, 1:3) |

### Statistiken

#### Topscorer
| Rang | Spieler             | Team        | GP | G | A  | PTS | PIM | +/− |
| ---- | ------------------- | ----------- | -- | - | -- | --- | --- | --- |
| 1.   | Krisztián Palkovics | Fehérvár    | 7  | 7 | 8  | 15  | 12  | +10 |
| 2.   | Balázs Ladányi      | Fehérvár    | 7  | 2 | 12 | 14  | 24  | +6  |
| 3.   | Márton Vas          | Fehérvár    | 7  | 8 | 4  | 12  | 4   | +7  |
| 4.   | Roger Holéczy       | Budapest    | 9  | 6 | 5  | 11  | 4   | +5  |
| 5.   | Kurt MacSweyn       | Dunaújváros | 9  | 5 | 6  | 11  | 8   | +5  |

#### Torhüter
| Rang | Spieler         | Team        | GP | GPI | MIP    | SOG | SVS | GA | SVS%  | GAA  |
| ---- | --------------- | ----------- | -- | --- | ------ | --- | --- | -- | ----- | ---- |
| 1.   | Jozef Ondrejka  | Budapest    | 9  | 3   | 178:06 | 121 | 116 | 5  | 95.86 | 1.68 |
| 2.   | Tommi Satosaari | Fehérvár    | 1  | 1   | 60:00  | 22  | 21  | 1  | 95.45 | 1.00 |
| 3.   | Miklós Rajna    | Budapest    | 9  | 6   | 367:40 | 231 | 212 | 19 | 91.77 | 3.10 |
| 4.   | Zoltán Hetényi  | Fehérvár    | 7  | 6   | 365:00 | 158 | 145 | 13 | 91.77 | 2.13 |
| 5.   | Peter Sevela    | Dunaújváros | 8  | 8   | 424:40 | 347 | 317 | 30 | 91.35 | 4.23 |

## Kader des ungarischen Meisters
| Ungarischer Meister SAPA Fehérvár AV 19 | Torhüter: Bence Bálizs, Zoltán Hetényi, Tommi Satosaari Verteidiger: Oscar Ackeström, Juha Alén, Niklas Andersson, David Bornhammar, Botond Flinta, András Horváth, Dávid Jobb, Erik Maklári, Rastislav Ondrejcik, Viktor Tokaji Angreifer: András Benk, Teemu Elomo, Dániel Fekete, Adam Hegyi, Dániel Kóger, Csaba Kovács, Balázs Ladányi, Nathan Martz, Árpád Mihály, Gergő Nagy, Krisztián Palkovics, Imre Peterdi, István Sofron, János Vas, Márton Vas, Artyom Vaszjunyin Trainer: Jarmo Tolvanen |